# قشلاق قنبرلو رستم قنبر لوي وسطي
قشلاق قنبرلو رستم‌ قنبر لوي وسطي هي قرية في مقاطعة بارس أباد، إيران. عدد سكان هذه القرية هو 422 في سنة 2006.